# Riglasreuth
Riglasreuth ist ein Gemeindeteil der Gemeinde Neusorg im oberpfälzischen Landkreis Tirschenreuth.

## Geografie
Das Kirchdorf  Riglasreuth liegt im Südwesten des Fichtelgebirges, eineinhalb Kilometer südlich von dessen Verwaltungszentrum.

## Geschichte

### Entstehung
Die Silbe -reuth in Riglasreuth bedeutet gerodet. Riglas könnte der Name des Siedlungsführers oder einer ähnlich wichtigen Person gewesen sein.
Riglasreuth liegt an der Fichtelnaab. Die erste urkundliche Erwähnung Riglasreuths stammt vom 13. Februar 1061. Damals schenkte König Heinrich IV. seinem Ministerialen Otnant von Eschenau ein Stück Wald im Nordgau. Zur Grenzbestimmung wurden damals Flüsse herangezogen. Der Fluss „Crumbanaba“ (heute Fichtelnaab) war einer dieser Grenzflüsse. Den Namen findet man noch im heutigen Ort Krummennaab.
Die Umgebung der Fichtelnaab war ein ideales Siedlungsgebiet: Durch seine Wasserkraft war der Fluss für die Verarbeitung von Erzen geeignet. Die Bach- und Flussniederungen hatten meist keine oder eine sehr dünne Bewaldung, was die Rodung dieser Gebiete wesentlich erleichterte.
Die zweite urkundliche Nennung 1283 berichtet von einem „Hammer Riglasreuth“, was auf ein Hammerwerk hinweist. Herzog Ludwig der Strenge erwarb zu dieser Zeit die Burg Waldeck.
Damals war Riglasreuth eines der wichtigsten Erzabbaugebiete der Oberpfalz. Bereits im 13. Jahrhundert ist die Verarbeitung von Brauneisen aus der Umgebung in Riglasreuth nachgewiesen. Zum Formen der Metalle bot die Fichtelnaab die Wasserkraft, das Brennholz wurde im Steinwald geschlagen. Riglasreuth lieferte Schwarzbleche nach Amberg, die dort zu Zinnblechen verarbeitet wurden. Im 17. Jahrhundert geriet die europäische Erzindustrie wegen des Dreißigjährigen Krieges sowie mangelnder Erz- und Holzvorkommen in die Krise.
1666 brannte die Riglasreuther Hammermühle ab. Aus einem Bericht des Johann German Barbing an den Kurfürst Ferdinand Maria vom 16. Januar 1666 heißt es: „Riglsreuth. Ein Hammer zu R., Mathes Kürner gehörig, so aber ungangbar und ganz abgebrannt ist, zu dessen Wiedererbauung auch schlechte Hoffnung, weil der Inhaber hiezu die Mittel nicht hat.“ Irgendwann muss eine neue Hammermühle errichtet worden sein, dies berichten Aufzeichnungen aus dem Jahre 1730.

### Gemeinde
Die Gemeinde Riglasreuth wurde 1849 gegründet. Damals gab es ein vernichtendes Großfeuer im Ort. 1878 wurde die Fichtelgebirgsbahn eingerichtet, die noch heute das Ortsbild prägt. Mit der Gründung der Freiwilligen Feuerwehr Riglasreuth 1879 zog die Gemeinde Konsequenzen aus dem Großfeuer von 1849. Die Schule aus dem Jahre 1890 wurde 1968 aufgelöst. 1919 wurden elektrische Leitungen gelegt. 1922 gab es erneut ein Großfeuer, das den gesamten Ortskern bis auf die Kirche und einen Bauernhof zerstörte. Mit dem Verlegen der Wasserleitungen im Jahr 1952 konnten auch Hydranten gebaut werden und die inzwischen aufgelöste Freiwillige Feuerwehr konnte neu gegründet werden. 1955 wurde der SV Riglasreuth gegründet, der im Folgejahr einen Sportplatz baute. Die Eingliederung der Gemeinde Riglasreuth in die Gemeinde Neusorg erfolgte am 1. Januar 1978 anlässlich der Gemeindegebietsreform.

## Sehenswürdigkeiten

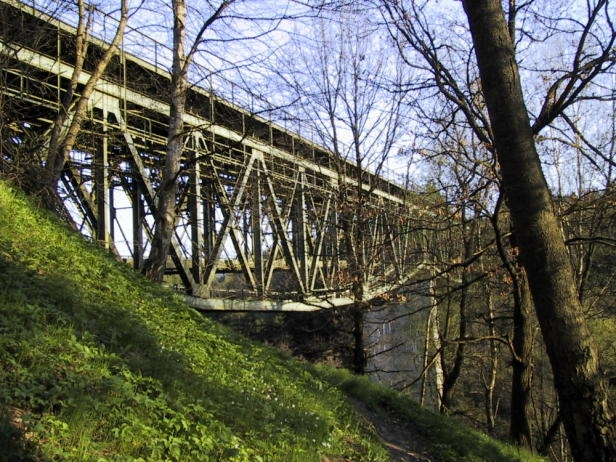
Das Riglasreuther Viadukt

Am 26. August 1877 wurde das 161 Meter lange und 42 Meter hohe Riglasreuther Viadukt eingeweiht, auf dem die Bahnlinie Nürnberg–Marktredwitz (–Eger–Prag) die Fichtelnaab zwischen Neusorg und Riglasreuth überquert.

## Bodendenkmäler
Siehe: Liste der Bodendenkmäler in Riglasreuth